# Nathalie Collin
Pour les articles homonymes, voir Collin.
Nathalie Collin, née le 26 septembre 1964 à Charenton-le-Pont, est une dirigeante d'entreprise française.
Elle a été présidente du groupe EMI Music France avant de devenir co-présidente du directoire de Libération de 2009 à 2011 puis directrice générale du groupe Le Nouvel Observateur de 2011 à 2014.
Depuis 2014, elle est directrice générale adjointe du groupe La Poste, et depuis mars 2021 elle en est aussi la Directrice générale de la branche Grand Public et Numérique. Nathalie Collin est membre du conseil national du numérique, administratrice de la SNCF, La Banque Postale et de Geopost. Elle est administratrice indépendante d’EDF depuis juillet 2021.

## Formation
Nathalie Collin est titulaire d'une maîtrise de droit des affaires et fiscalité (Université Paris II - Assas) et diplômée de l'ESSEC (1988).

## Carrière
Nathalie Collin a successivement été consultante au cabinet Arthur Andersen (1987-1990 et 1992-1993), directrice financière de la Cité mondiale des vins et spiritueux (1990-92), directrice financière Europe d'Interleaf, basée à Londres (1993-1997), puis directrice administrative et financière (1997-99),,,.

### Industrie musicale
Recrutée par Emmanuel de Buretel, elle rejoint Virgin Musique France en 1997, en tant que directrice administrative et financière, puis devient directrice générale en 2002. Elle prend la même année la présidence de la nouvelle maison-mère EMI Music France,, à l'occasion de l'absorption de Virgin par sa société mère EMI Music. Nathalie Collin dirige EMI France jusqu'en 2009. Elle est également administratrice du Syndicat national de l'édition phonographique (SNEP), trésorière et vice-présidente du conseil de la Société civile des producteurs phonographiques (SCPP).

### Presse
Agnès Touraine et Édouard de Rothschild lui proposent de rejoindre la direction du journal Libération en 2009. Elle quitte donc EMI Music en février 2009 et devient présidente du directoire du quotidien Libération, auprès d’Édouard de Rothschild. Chargée de la gestion et des finances, elle contribue à la mise à l'équilibre du journal, les ventes progressent de 0,7% de janvier à avril 2009 dans un contexte général de baisse. En 2010, Libération réalise un bénéfice net de 200 000 euros,.
En 2010, la directrice générale du Nouvel Observateur contribue, avec cinq autres quotidiens et deux news magazines, à la création d’un kiosque virtuel de distribution de presse au format numérique, une initiative qualifiée de « ratée » par Télérama.
La même année, Nathalie Collin est élue à la tête du conseil de gérance de la Coopérative des quotidiens de Paris, l'une des cinq coopératives de Presstalis. En tant qu’administratrice et présidente de la Coopérative des quotidiens, elle participe au plan de redressement de la messagerie Presstalis.
En Juillet 2023, elle intègre le comité de pilotage des états généraux de l'information.

#### Nouvel Obs
Elle rejoint en 2011, Le Nouvel Observateur en tant que coprésidente du directoire et directrice générale du groupe,.
Le 12 mars 2014, sa démission de ses fonctions au sein du Nouvel Observateur est actée, alors que le rachat de ce magazine, déficitaire, par le trio Xavier Niel, Pierre Bergé et Matthieu Pigasse est en cours de finalisation. Elle quitte le Nouvel Observateur en avril 2014.

#### Présidente de l'AIPG et du SEPM
Nathalie Collin est à l'initiative, avec d’autres éditeurs, de la création en 2012 de l'Association de la presse d'information politique et générale (AIPG). Elle en est présidente, initiant dans cette fonction un projet de loi sur le partage de la valeur de la publicité générée par les moteurs de recherche. Toujours dans cette fonction, elle mène et signe les négociations entre les éditeurs et Google pour obtenir la reconnaissance de la valeur des contenus presse et trouver les voies d'un partenariat commercial et d'une aide à la transition vers le numérique. Cette négociation est animée par un médiateur nommé par les pouvoirs publics, Marc Schwartz. L'accord est signé à l’Élysée. Nathalie Collin prend la présidence du Fonds Google pour l'innovation digitale de la presse (FINP) avec le vice président Europe de Google, Carlo d'Asaro Biondo.
Elle soutient en 2014 la neutralité du taux de TVA pour la presse en ligne, qui est aligné sur celui du papier, à 2,1 %, en février 2014.
En 2013, alors présidente du Syndicat des éditeurs de la presse magazine, elle soutient, avec ses homologues de la presse quotidienne nationale, régionale et gratuite, la recommandation de la Mission Lescure pour une taxe sur les matériels connectés.

### La Poste
En avril 2014, elle devient directrice de la communication du groupe La Poste puis directrice générale adjointe en septembre. Le 10 février 2015, en plus de ces fonctions, elle est nommée responsable de la branche numérique du groupe. Elle dirige alors les filiales Docaposte et Mediapost, la distribution numérique, ainsi que la direction de la communication du groupe,,,,. Depuis mars 2021, Nathalie Collin est directrice générale de la branche grand public et numérique du groupe La Poste.
Elle entre au conseil d'administration de CNP assurances le 31 mai 2024 à la suite de l'évolution de sa composition.

## Distinctions
Nathalie Collin a été décorée chevalière de l'ordre national du Mérite. Elle est promue au grade d'officier le 29 mai 2019. Elle a également été décorée chevalière de l'ordre national de la Légion d'honneur, au 1er janvier 2015 et est promue au grade d'officier par décret le 3 juillet 2024.
Elle a fait partie de plusieurs classements de personnalités influentes : 30 personnalités françaises (27 hommes et 3 femmes) les plus influentes des médias 2013 pour GQ, 10 directeurs digitaux les plus influents en France en septembre 2018, puis dans les 200 personnalités politiques, artistiques et économiques le mois suivant, pour les Échos
Elle est la marraine en septembre 2017 du concours organisé par Station F visant à élire le meilleur développeur informatique du pays,, puis de la journée des femmes digitales 2020.

## Mandats
- Membre du conseil de surveillance de la SNCF - juillet 2015[49]
- Membre du Conseil Économique, Social et Environnemental - novembre 2015[50]
- Membre du conseil de surveillance de Siparex Proximité Innovation - décembre 2015[51]
- Membre du Conseil national du numérique - février 2016 à décembre 2017 et depuis mai 2018[52]
- Membre du conseil de surveillance de la Banque postale - mai 2018
- Membre du conseil d'administration de CNP Assurance - mai 2024 [53],[54]
- Membre du conseil d'administration de l'INRIA  - mai 2024 [55]

## Tentatives de caviardage de l'article Wikipédia
En mai 2020, une enquête menée par des administrateurs de l'encyclopédie collaborative Wikipédia soupçonne plusieurs comptes contributeurs de la présente page d'être liés à des agences de communication visant à améliorer très favorablement son image.

## Vie privée
Nathalie Collin est mariée et a trois fils.